# Fireflight
Fireflight es una banda estadounidense de rock cristiano que se formó en Eustis, Florida en 1999. La banda firmó con Flicker Records. Han actuado en Shoutfest, Apocalipsis Generation, y se han ofrecido en la gira en el tour "The Scars Remain" con Disciple, Family Force 5, y Decyfer Down. Durante la gira, que llevó el nombre de su segundo álbum, «Unbreakable» (2008), lanzaron su primer sencillo del álbum «Unbreakable». Se presentaron en Winter Jam. El 9 de febrero de 2010 fue publicado «For Those Who Wait» teniendo una venta de 15,000 copias en la primera semana.

Actualmente han lanzado varios discos de estudio
Now(2012), Innova(2015) y en 2018 Han hecho varios singles

## Historia
En los primeros años, los guitarristas Justin Cox y Glenn Drennen había ido a la escuela juntos. Glenn tuvo la idea de formar una banda con Wendy (la esposa de Glenn y bajista) y Justin. Estaban entonces en la necesidad de un cantante. Glenn y Wendy fueron a la graduación del hermano menor de Glenn, que había escuchado a Dawn Richardson (más tarde conocida como Dawn Michele) que cantó durante el servicio para ellos, le pidió que fuera parte del grupo, y Dawn aceptó. La banda estaba buscando un baterista en este momento, y, a través de un amigo, conocieron a Phee Shorb, quien accedió a tocar la batería, el cual actualmente es sustituido por Adam McMilion.
El nombre de Fireflight fue sugerido por Dawn Michele poco antes de que hicieran un pequeño espectáculo en una iglesia. El nombre «Fireflight» no tiene sentido, según lo sugerido por la banda en una entrevista con Jesús Freak Hideout, pero su significado, según se puede apreciar en el cover del álbum «Unbreakable» y según lo comentado por algunos ingleses o estudiantes del idioma, es "Vela".
De forma independiente, lanzó el álbum «Glam-Rok», que fue producido por el guitarrista Justin Cox en 2002. Lo siguió con el EP de 5 canciones «On the Subject of Moving Forward» en 2004 antes de su firma con la discográfica de mayor prestigio, Flicker Records.
Hasta la fecha ha lanzado 5 álbumes: Glam-Rok(2002), The Healing of Harms(2006), Unbreakable(2008), For Those Who Whait(2010), Now(2012), Y El último álbum anunciado Resuscitate(2014) del cual se lanzó el sencillo 'Resuscitate' del mismo nombre.
El 4 de octubre de 2014, Justin Cox, Guitarrista Original y Corista anunció su salida de la banda para dedicarse a su familia, el explica que su esposa fue diagnosticada con anorexia (Lo que inspiró la canción 'He Weeps') Y esto lo alejo de la banda desde enero de este año, y ese tiempo estuvo orando para decidir que haría con su vida, y decidió dejar la banda para dedicarse a 'Ser el mejor esposo' y 'El mejor padre' ahora que están espereando a su primer hijo.

## The Healing of Harms(2006-2007)
Después de años de giras (se estima que desempeñan 140 espectáculos cada año), lanzaron
su álbum debut en un sello importante, llamado «The Healing of Harms», en 2006 con dos singles, el 1º «You decide» y el 2º «Waiting». El álbum fue un éxito, alcanzando el puesto #37 en la tabla Top Christian Albums de la revista Billboard. La canción «You decide», con Josh Brown del grupo Day of Fire, fue una de las más solicitadas en TVU Music Television en agosto de 2006. Fue la segunda canción más tocada en las estaciones de radio de rock cristiano, el 1 de septiembre de 2006, en el R&R de la revista Airplay del año, #11 en el R&R Christian Hit Radio el 23 de octubre de 2006, y #1 Christian Radio Weekly Chart. Y en la lista Billboard, que alcanzó el puesto #27 en el Hot Christian Singles, terminó en el Top 25 del 2006 para la estación de radio de la red Air1.
Su segundo sencillo se tituló «Waiting», había llegado a #1 R&R y CRW Christian Rock Chart, y permaneció allí durante tres semanas consecutivas durante el mes de febrero de 2007. Se lanzó al mismo tiempo las canciones «It's You», «Star of the Show» y «Attitude».
Durante un año la giras se volvieron más extensas, la banda estaba experimentando una montaña rusa de emociones al escribir su álbum «Unbreakable». Dawn describe en su MySpace lo estresante e intenso que fue aquella etapa del grupo:
"Casi sentí que las cosas estaban fuera de control", dice Dawn. "Habíamos atravesado un año difícil como una banda con una gran cantidad de subidas y bajadas emocionales. Básicamente, vivían juntos en una furgoneta al escribir el nuevo álbum, y que nos colocan en una olla a presión. Todos los esfuerzos fueron magnificados debido a que estás completamente fuera de tu comodidad, y realmente poner encima de la intensidad de la escritura. Nos sirvió a todos de nuestra esperanza, la tristeza, la rabia, sueños y temores en la música ".

## Unbreakable(2008-2009)
Fireflight debutó el videoclip de su single «Unbreakable» como parte del promocional para la serie de televisión Bionic Woman. «Unbreakable» es el título de la canción de su álbum lanzado el marzo del 2008. El sencillo alcanzó el número uno en CRW y R&R's Christian Rock Charts siete semanas después de su lanzamiento. Tercer número de la banda, una canción de rock fue la más añadida por el Christian Hit Radio en febrero de 2008. Terminó 2008 como la canción #14 más reproducidas Christian CHR de acuerdo con la revista R&R Magazine's Christian CHR Chart. La banda tocó en invierno de 2010.

## For Those Who Wait(2010-2011)
Tercer y el más reciente álbum de larga duración titulado «For Those Who Wait» fue lanzado el 9 de febrero de 2010. Recientemente han sido lanzado vídeos musicales de los singles (o sencillos) «For Those Who Wait» y «Desperate». Este último fue presentado el 9 de febrero para que coincidiera con el lanzamiento del nuevo álbum. El álbum ha alcanzado el puesto #5 en Billboard Hot Christian Albums. «Desesperate» estuvo en el puesto número 1 en christianrock.net y en BDSradio.com Archivado el 11 de julio de 2012 en Wayback Machine.. En Rock Christian Chart alcanzó el puesto #3 en las listas CHR Christian en el mismo sitio web. El próximo single lanzado fue «All I Need To Be». El vídeo de la canción fue lanzada en mayo.

## Now(2012-2014)
La banda comunicó a través de las diferentes redes sociales que su nuevo álbum titulado Now saldrá a la venta el 6 de marzo de 2012 dando a conocer dos canciones del mismo en el Winter Jam Tour 2011. Este álbum fue muy bien aceptado ente los fanes y contiene potentes canciones como 'Now', 'Ignite' y 'Stay close'De la cual fue creado un video musical.

## INNOVA(2014-presente)
La banda anuncio hace unos días que estaban trabajando en un nuevo álbum, y Dawn Michelle expreso que la temática sería sobre el convertirse, pero no solo de convertir a la gente a través de la banda, sino que los integrantes mismos de ella se convirtieran, lo cual toma como un reinicio; Además, con la salida de Justin Cox, Quedó como la única vocalista junto con Wendy Drennen. Se lanzó un 'Demo' del sencillo 'Resuscitate' y el 18 de noviembre de 2014 se lanzó el sencillo del mismo, el cual es una mezcla entre rock, gospel y música electrónica. El álbum estaba programado para salir a la venta a finales de noviembre o inicios de diciembre, pero Dawn Michelle anunció su embarazo y se cambió la fecha de lanzamiento a mayo de 2015, ya que Dawn Michelle no podrá concentrarse en la banda durante ese tiempo.

## Miembros de la banda[3]
- Dawn Michele - Vocalista principal
- Wendy Drennen - Bajo, Coros
- Glenn Drennen - Guitarra

## Antiguo Miembro
- Phee Shorb - Batería (1999-2011)[4]
- Justin Cox - Guitarra, Coros (1999-2013)[5]
- Adam McMillion - Batería (2011-2015)

## Cronología

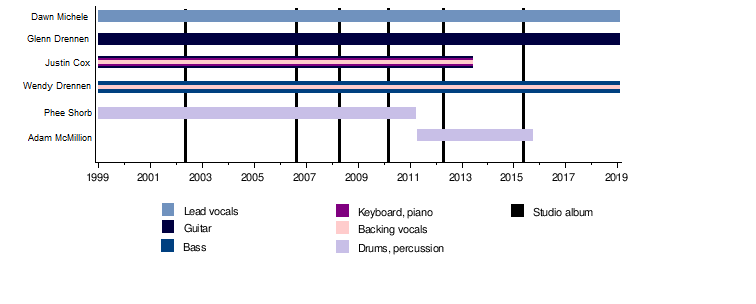
Miembros de la banda

## Discografía[6]
| Título                           | Año       | Formato | Discográfica      |
| -------------------------------- | --------- | ------- | ----------------- |
| Glam-Rok                         | 2002      | Álbum   | Independiente     |
| On the Subject of Moving Forward | 2004      | EP      | Independiente     |
| The Healing of Harms             | 2006      | Álbum   | Flicker Records   |
| Unbreakable                      | 2008      | Álbum   | Flicker Records   |
| Unbroken and Unplugged           | 2009      | EP      | Independiente     |
| For Those Who Wait               | 2010      | Álbum   | Flicker Records   |
| Now                              | 2012      | Álbum   | Essential Records |
| INNOVA                           | 2014-2015 | Álbum   | Independiente     |
| Re•Imag•Innova                   | 2017      | Álbum   | Keep It Loud      |

## Contribuciones
- The CCM New Music Collection: Vol. 1, 2007.... "Star Of The Show" (del álbum "The Healing Of Harms") Salem Publishing
- Olympics 2008: One World, One Dream, 2008.... "Unbreakable" (del álbum "Unbreakable") Sony BMG
- WOW Hits 2009,[7] 2008.... "Unbreakable" (del álbum "Unbreakable") EMI
- WOW Hits 2010,[8] 2009.... "Forever" (del álbum "Unbreakable") EMI

## Sencillos
- You Decide (2006)
- Waiting (2006)
- It's You (2007)
- Star of the Show (2007)
- Attitude (2007)
- Unbreakable (2008)
- Brand New Day (2008)
- The Hunger (2008)
- You Gave Me a Promise (2008)
- Stand Up (2009)
- Desperate (2009)
- For Those Who Wait (2010)
- All I Need To Be (2010)
- What I've Overcome (2010)
- Stay Close (2011)
- Resuscitate (2014)

## Videos musicales
- You Decide (2006)
- Unbreakable (2008)
- Desperate (2010)
- For Those Who Wait (2010)
- Stay Close (2012)